# Owrīm
Owrīm (persiska: Ūrīm, اوریم) är en ort i Iran.   Den ligger i provinsen Mazandaran, i den norra delen av landet, 140 km öster om huvudstaden Teheran. Owrīm ligger 1 785 meter över havet och antalet invånare är 118.
Terrängen runt Owrīm är bergig. Runt Owrīm är det ganska glesbefolkat, med 23 invånare per kvadratkilometer. Närmaste större samhälle är Katālān, 16,6 km sydväst om Owrīm. Trakten runt Owrīm består i huvudsak av gräsmarker.